# Мустафаєв Еміль Раміль-огли
Еміль Раміль огли Мустафаєв (нар. 24 вересня 2001, Кіровоград, Україна) — азербайджанський футболіст, півзахисник Житомирського «Полісся». Має також українське громадянство.

## Життєпис
Футболом займався з 5-річного віку, вихованець кропивницького клубу «ДЮСШ-2-Піонер». З 2011 по 2017 рік виступав за кропивницькі клуби «ДЮСШ-2-Піонер», ДЮСШ-2 та «П'ятихатки» в обласних дитячо-юнацьких змаганнях та ДЮФЛУ. З весни 2013 року виступав за столичне «Добро» в юнацькому чемпіонаті Києва. У сезоні 2016/17 років виступав за «Олександрію-Аметист-2» в ДЮФЛУ. Влітку 2017 року повернувся до кропивницької ДЮСШ-2, у складі якого до завершення сезону виступав у ДЮФЛУ. Окрім цього того ж сезону захищав кольори клубу «Тарасівка» з Бобринецького району Кіровоградської області, якому допоміг вийти до фінальної частини АФЛУ.
Влітку 2018 року став гравцем «Олександрії». У сезоні 2018/19 років виступав за юнацьку команду олександрійців, а наступного сезону — дебютував у «молодіжці» ПФК. Напередодні старту сезону 2020/21 років переведений у молодіжну команду клубу. За першу команду олександрійців дебютував 9 травня 2021 року в програному (1:2) виїзному поєдинку 26-го туру Прем'єр-ліги проти луганської «Зорі». Еміль вийшов на поле на 70-ій хвилині, замінивши Максима Третьякова.
27 червня 2023 року у статусі вільного агента перейшов до житомирського «Полісся». Дебютував за нову команду 12 серпня того ж року у домашній грі проти винниківського «Руха» (0:1). Перший м'яч за житомирян провів 23 вересня 2023 року у ворота «Миная» (2:1)

### Збірна Азербайджану
7 листопада 2021 року був викликаний на збір молодіжної збірної Азербайджану. Дебютував у її складі 12 листопада того ж року в програному (0:3) матчі кваліфікації на молодіжний чемпіонат Європи 2023 проти молодіжної збірної Австрії. Мустафаєв вийшов у стартовому складі своєї команди, отримав жовту картку на 11-й хвилині і на 60-й хвилині був замінений.